# Echimys
Az Echimys az emlősök (Mammalia) osztályának a rágcsálók (Rodentia) rendjébe, ezen belül a tüskéspatkányfélék (Echimyidae) családjába tartozó nem.
Korábban a Callistomys, Makalata és Phyllomys nemben levő fajok is ebbe a nembe tartoztak.

## Rendszerezés
A nembe az alábbi 3 faj tartozik:
- Echimys chrysurus Zimmermann, 1780 - típusfaj
- Echimys saturnus Thomas, 1928
- Echimys vierai